# ニザームルムルク
- ニザームルムルク
- ニザームル・ムルク
- ニザームアルムルク

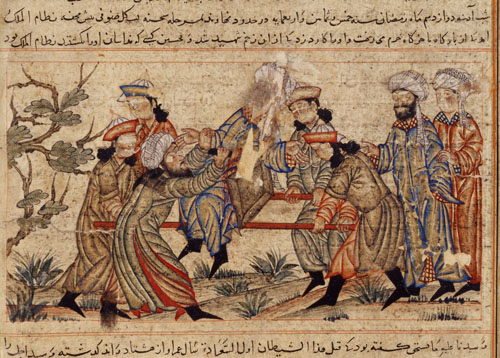
ニザームルムルクの暗殺（『集史』）

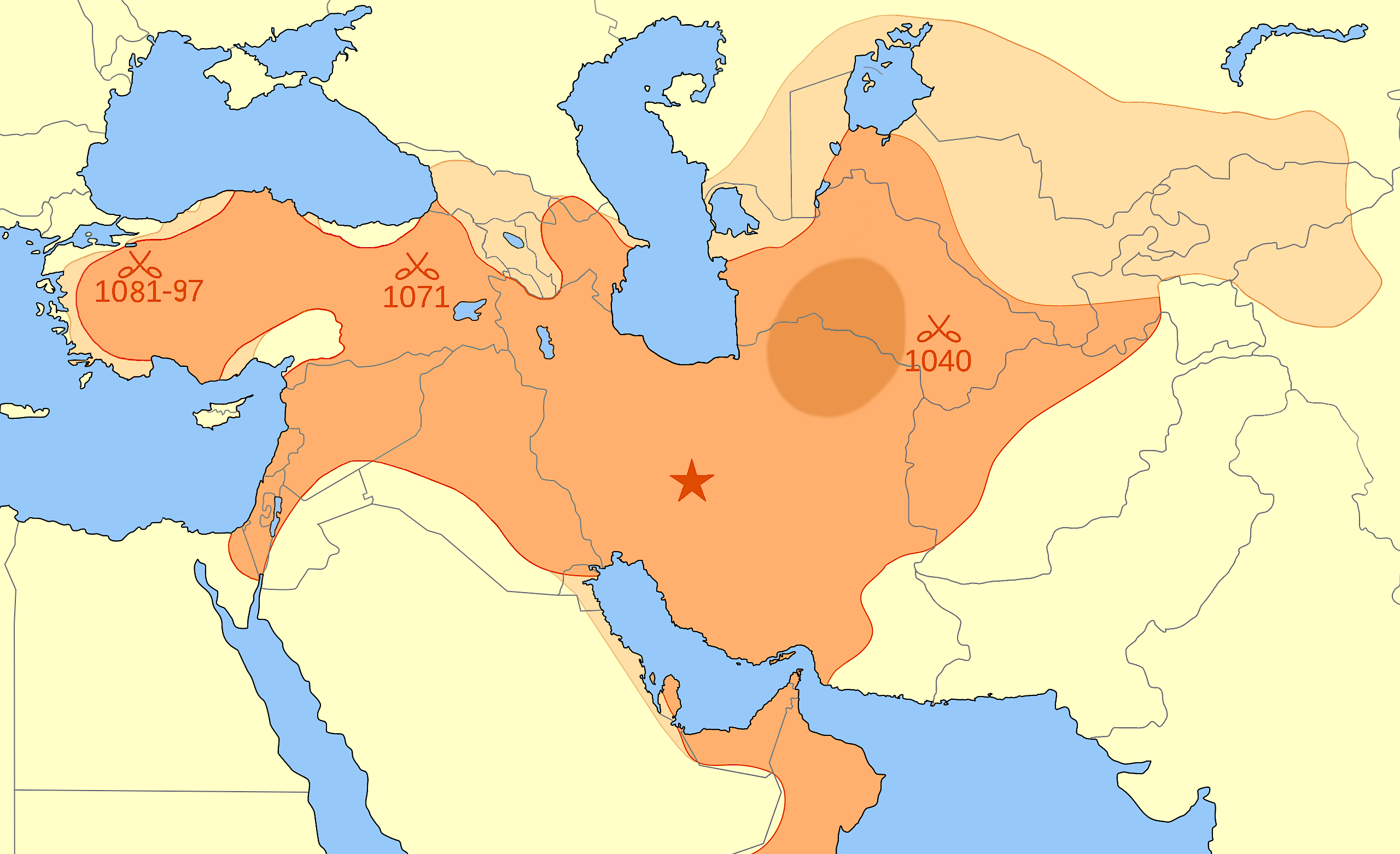
全盛期（1092年ころ）のセルジューク朝支配地域

ニザームルムルクまたはニザーム・アル＝ムルク（波: نظام الملك، ابو علي الحسن الطوسي, Niẓām al-Mulk Abū ‘Alī al-Ḥasan al-Ṭūsī、1018年4月10日 - 1092年10月14日）は、セルジューク朝の政治家、学者。君主マリク・シャーを支えてセルジューク朝全盛期を現出したイラン人宰相である。

## 生涯
ホラーサーン地方の都市トゥース近くの町で、地主の息子として生まれた。本名は、ハサン・ブン・アリー・トゥースィー。ニザームルムルク（ニザーム・アル＝ムルク نظام الملك Niẓām al-Mulk）とは「王国の秩序」の意味で、君主より与えられた称号であった。はじめはガズナ朝に仕えたが、1040年にダンダーナカーンの戦いでセルジューク朝に敗れ、ガズナ朝はセルジューク朝に臣従していた。
セルジューク朝第2代スルタンのアルプ・アルスラーンや第3代スルタンのマリク・シャー1世に傅役（アタベク）として、また宰相として仕え、彼らをよく補佐した。ニザームは政治手腕に優れ、行政組織や軍隊、イクター制の整備をおこない、宗教政策や教育政策に尽力した。特に1067年には彼の名にちなんで、バグダードにニザーミーヤ学院を設立した。また、宰相とはいえ、実際に軍を率いて遠征に参加することもあった。イラン南部やアルメニアにも遠征しており、1071年の東ローマ帝国とのマラーズギルトの戦い（マンツィケルトの戦い）にもアルプ・アルスラーンの軍に参加している。
1072年に即位したマリク・シャー1世は、1074年、王都（ダール・アル＝ムルク）をエスファハーンに定め、同年天文台を建設し、さらにウマル・ハイヤームに命じてジャラーリー暦という新暦（太陽暦）をつくらせた。1086年から1087年にかけてはマリク・シャーとニザームによってエスファハーンのジャーメ・モスク（金曜モスク）の南ドームが建てられた。これは、高さ20メートル、直径10メートルで、当時のイスラーム世界最大規模のドームであった。
こうしてセルジューク朝はマリクとニザームの両人体制がうまく機能したこともあって、遊牧国家の面影を残す国から整備された帝国となり、2人が相次いで死去する1092年ころには最大版図を実現した。
ニザームは、政治家としてだけではなく、文化人としても一級であり、『政治の書』（スィヤーサト・ナーメ سياسة نامه Siyaāsat Nāma）を記している。
しかし1092年、マリクの妃テルケン・ハトゥンに些細なことから恨みを買って暗殺されてしまった。マリク・シャーの後継者として、ニザームはマリク・シャーの長男バルキヤールクを推したが、妃は自分の実子であるマフムードを推した（バルキヤールクとマフムードは異母兄弟）。この問題では、ニザームを敵対視していた大臣タージュルムルクが妃側につくなど、宮廷内に対立を引き起こした。一説によればこれはシーア派過激派のニザール派（暗殺教団）によるもので、彼がスンナ派の権威回復に努めシーア派を弾圧したことへの報復ともいわれる。

## ニザーミーヤ学院とスンナ派復興政策
ニザームルムルクによって各地に創設されたニザーミーヤ学院（マドラサ）は「マドラサ」という学問施設をイスラーム社会に定着させる切っ掛けとなった。もともと「マドラサ」とはホラーサーン地方で10世紀頃に生じた非常にローカルな学習施設であったようだが、ニザーミーヤ学院によってセルジューク朝以後、イスラーム世界全体に普及するようになった。ニザームルムルクによる創建当初は、王族達がシーア派であったブワイフ朝からスンナ派擁護を掲げるセルジューク朝に交替して日が浅く、イラク地方やイラン高原ではファーティマ朝カリフを奉じるイスマーイール派の宣教師（ダーイー）達の活動はまだまだ活発であった。ニザーミーヤ学院では当初は法学として（イラン高原一帯のスンナ派としては多数派であった）シャーフィイー学派と神学ではアシュアリー学派が講じられていた。イスマーイール派のダーイー達の教説に対抗しスンナ派信仰の復権が企図されていたようだが、特にシャーフィイー学派が講じられていた背景には主に中央アジアやセルジューク王家はじめテュルク系の軍人・貴族層に信奉されていたハナフィー学派との均衡政策等が考えられている。ニザームルムルクの庇護のもとに、シャーフィイー学派のとアシュアリー学派の擁護者としてニザーミーヤ学院で教鞭を取っていた代表的人物がアブー・ハーミド・ガザーリーである。マドラサ建設はアッバース朝やセルジューク朝にとってスンナ派政権復興のための大きな事業のひとつであったが、これは一面、王朝の支配層側がウラマー層や地域の名望家層の保護・統制の手段としても活用され、以後のイスラーム政権での各法学派の保護政策のひとつとしてマドラサ建設が奨励される嚆矢ともなった。

## 著作
- 『統治の書』（イスラーム原典叢書　井谷鋼造、稲葉穣 訳）、岩波書店、2015年